# アニック・ガーデン

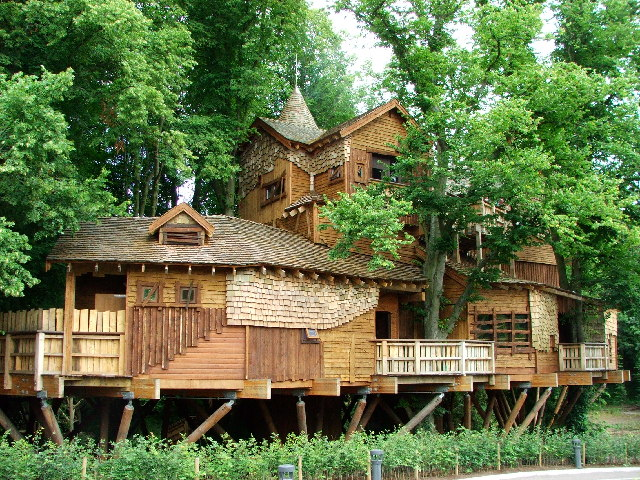
ツリーハウス

アニック・ガーデン（The Alnwick Garden）は、イングランドのノーサンバーランド州アニックのアニック城に隣接する平面幾何学式庭園の複合施設である。これらの庭園はノーサンバーランド公爵のもとで長い歴史を持つが、21世紀初頭に復活するまで荒廃していた。庭園には現在、中央のカスケードを中心にさまざまなテーマの植物が植えられている。庭園の復活は、ノーサンバーランド公爵夫人とさまざまな庭園の専門家との間で、保存と公的資金の使用に関していくつかの公的な論争を引き起こした。この庭園は現在、ノーサンバーランド・エステートとは別の慈善団体に属しているが、第12代ノーサンバーランド公爵は、42エーカー(17ha)の土地と、再開発費用として900万ポンドを寄付した。

## 歴史
最初の庭園は、1750年に初代ノーサンバーランド公爵ヒュー・パーシー によって設計された。ノーサンバーランド公爵は、有名なノーサンバーランドの庭師であるランスロット・ブラウンを雇い、アニック博物館に隣接した場所に造園した。 
第3代ノーサンバーランド公爵ハフは植物採集家であり、アニックで1世紀の間開発を主導していた。彼は世界中から種を持ち込み、パイナップルを温室で育てた。19世紀半ばには、第4代ノーサンバーランド公爵アルジャーノンが大きな温室を備えたイタリア式庭園をつくり、20世紀末には庭園は最も壮大なものとなり、ヨーロッパイチイのトピアリー、ライムや花に彩られた何エーカーかの大通りがあった。 
第二次世界大戦中は戦時農園施策の一環で庭園の植物が食料として刈り取られ、戦後の緊縮財政によって庭園は荒廃した。1950年にワーキングガーデンとして閉園した。 

### 再開発
庭園の再開発は1997年にノーサンバーランド公爵夫人ジェーン・パーシーによって着手され、ベルギーの造園デザイナージャックとピーター・ヴィルツによって主導された。第二次世界大戦以来、英国で作られた最も野心的な新しい庭園で、総開発費は4200万ポンドと報告されている。
2001年10月にオープンした再開発の第一段階では、カスケードの構築と庭園の最初の植栽が行われた。2004年には、カフェを含む6,000平方フィート(560平方メートル)の大規模なツリーハウスがオープンした。それは世界最大級のツリーハウスである。サー・マイケル・ホプキンスとブロ・ハポルドが設計したパビリオンとビジターセンターは2006年にオープンし、1,000人の収容が可能である。パビリオンとビジターセンターには、樽のアーチ型のグリッドシェル屋根がある。庭園には、いくつかの水を用いた構造物のほか、建築造園、トピアリー、装飾的な門がある。 

## 有毒庭園

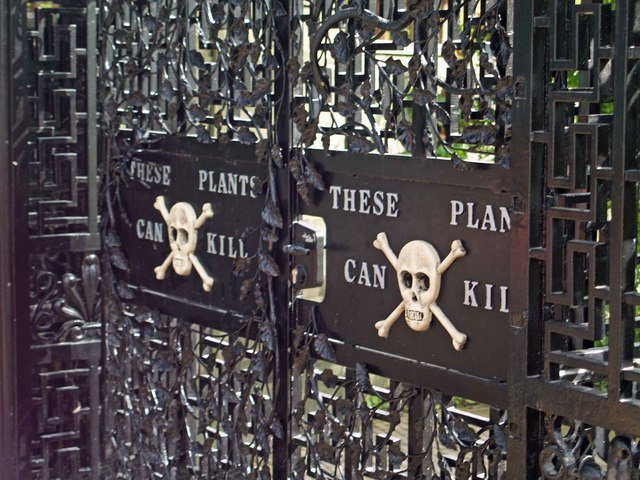
有毒庭園への入り口

2005年2月には中毒性のある植物や有毒植物をテーマにした庭園が開園した。
この庭園には、ストリキニーネの原料として知られるマチン、ドクニンジン、トウゴマ(無害なヒマシ油や、致命的なリシンの原料)、ジギタリス、ベラドンナ(英語で一般的に"Deadly Nightshadeと呼ばれる)、ブルグマンシア、ラブルナムなどが植えられている。また、有毒庭園は薬物教育としての側面もあり、アサ、コカ、ケシといった薬物の原料となる植物も植えられている。 